# Nesioneta benoiti
Nesioneta benoiti är en spindelart som först beskrevs av van Helsdingen 1978.  Nesioneta benoiti ingår i släktet Nesioneta och familjen täckvävarspindlar. Inga underarter finns listade i Catalogue of Life.